# Cyclocorus nuchalis
Cyclocorus nuchalis är en ormart som beskrevs av Taylor 1923. Cyclocorus nuchalis ingår i släktet Cyclocorus och familjen snokar.
Arten förekommer i östra och södra Filippinerna. Den lever i låglandet och i bergstrakter upp till 1400 meter över havet. Cyclocorus nuchalis vistas i fuktiga skogar och den besöker trädodlingar. Individerna gräver i lövskiktet och i det översta jordlagret. Honor lägger ägg.
Beståndet hotas av intensivt skogsbruk och av skogens omvandling till jordbruksmark. Populationen minskar men Cyclocorus nuchalis är fortfarande vanligt förekommande. IUCN kategoriserar arten globalt som livskraftig.

## Underarter
Arten delas in i följande underarter:
- C. n. nuchalis
- C. n. taylori